# Tim Blais
Tim Blais – kanadyjski popularyzator nauki. Wyjaśnia tematy naukowe, pisząc i wykonując parodie muzyki popularnej a capella, które nagrywa i publikuje na swoim kanale YouTube, A Capella Science.

## Wczesne życie i edukacja
Blais urodził się w Hudson, Quebec, Kanada. Blais twierdzi, że pochodzi z „niewiarygodnie muzycznej” rodziny. Jego matka prowadzi chór kościelny; Blais dołączył do chóru, gdy miał trzy lata. Gra także na perkusji, pianinie i instrumentach strunowych, w tym na gitarze.  Blais ukończył McGill University w 2011 roku z tytułem Bachelor of Science.  W 2013 r. Uzyskał tytuł magistra fizyki teoretycznej wysokich energii z wyróżnieniem od McGilla.

## Kariera
Blais stworzył swoją pierwszą parodię wideo w 2012 roku, umotywowaną chęcią pomocy ludziom w zrozumieniu otaczającego ich świata. Twierdzi, że tworzenie parodii wideo z naukowym motywem powstało z fascynacji nauką, muzyką (szczególnie a capella) i parodią. Inspirował go „Weird Al” Yankovic, Bill Nye, Mike Tompkins i Vi Hart. Inspirował go także zespół The Maccabeats, grupa a cappella, która śpiewa parodie piosenek z zastępczymi tekstami na tematy żydowskie. Blais miał doświadczenie śpiewu a cappella z grupą Acapocalypse z Vancouver.
W swoich solowych filmach Blais wykonuje wszystkie utwory własnym głosem, czasem beat-boxując i tworząc mosiężne efekty dźwiękowe. Ukończenie większości filmów zajmuje kilkaset godzin.
Pierwszą parodią wideo Blaisa była „Rolling in the Higgs”, oparta na „Rolling in the Deep” Adele. Teledysk był jednym z kilku muzycznych dzieł, które nastąpiły po ogłoszeniu w 2012 r. Odkrycia cząstki – bozonu o cechach podobnych do Higgsa. Film Blaisa na YouTube wygenerował ponad 17 000 odsłon w ciągu pierwszych pięciu dni i miał prawie 800 tysięcy wyświetleń w kwietniu 2017 r.  Ukończenie filmu zajęło Blaisowi 60 godzin. Drugi film Blaisa „Bohemian Gravity” parodiował piosenkę „Bohemian Rhapsody” zespołu Queen, wyjaśniając teorię strun. Film przedstawia marionetkę ze skarpety przedstawiającą Alberta Einsteina. Praca przyciągnęła uwagę Briana Maya, gitarzysty Queen (który również posiada tytuł doktora w dziedzinie astrofizyki), a May zamieścił wideo na swojej stronie internetowej.
Kanał Blaisa na YouTube omawiał takie tematy, jak termodynamiczna strzałka czasu, egzoplanety i odkrycie insuliny jako leku dla cukrzyków. Blais współpracował z Dianną Cowern i innymi. Chociaż kariera naukowa Blaisa obejmuje wcześniejsze zatrudnienie w centrum akceleratora cząstek TRIUMF w Vancouver w Kanadzie. Blais zarabia tworząc swoje filmy, przez przychody z reklam, sprzedaż plików mp3 i plakatów oraz wkład fanów za pośrednictwem strony internetowej Patreon.
Blais prowadzi również publiczne przemówienia, które obejmują występy a capella, a także dyskusje na temat kultury naukowej i jego doświadczeń jako absolwenta nauk ścisłych i artysty w nowych mediach. W 2014 r. Był rezydentem w National Music Center w Albercie podczas którego eksperymentował z nowymi dźwiękami i nagrywał utwory do albumu. W 2015 roku pojawił się w kanadyjskim programie reality show, najmądrzejszej osobie Kanady w którym wygrał odcinek, ale przegrał w finale sezonu.